# ستاد (نظامی)

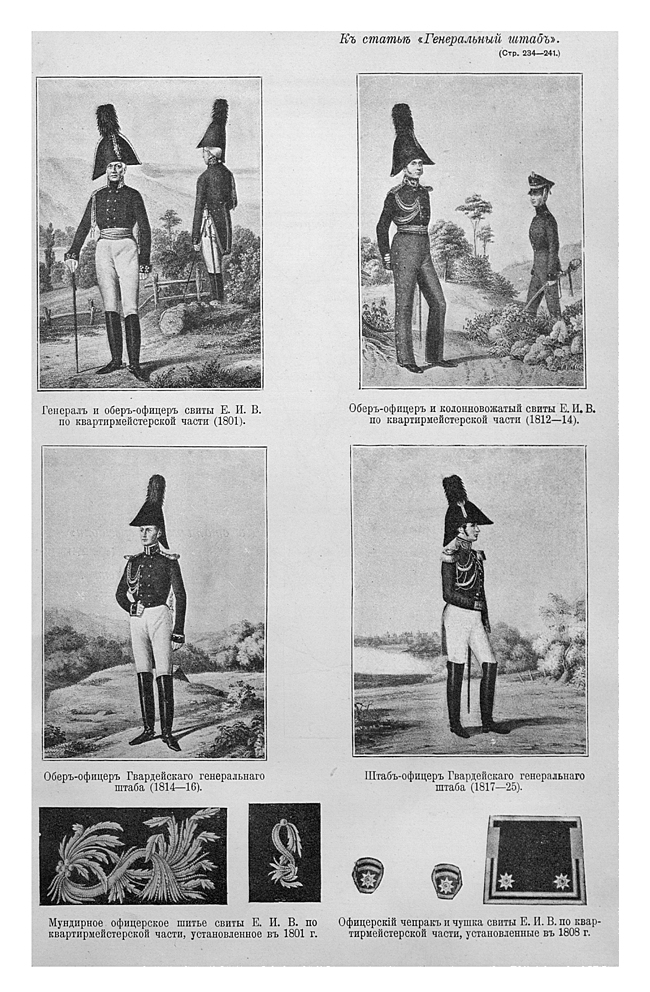
ستاد (نظامی)

ستاد یا ستاد کل یا ستاد ارتش در امور نظامی، گروهی است تشکیل‌شده از افسران و کارکنان درجه‌دار که هدفشان ایجاد و حفظ جریان دوسویهٔ اطلاعات میان افسر فرمانده و یگان‌های تابعه می‌باشد.
افسران بر بخش‌های ستادی نظارت می‌کنند. کارکنان درجه‌دار ارشد، نفرات را در آماده‌سازی تجهیزات و وسایل حمل و نقل تاکتیکی به کار می‌گمارند. تحلیل‌گران ارشد گزارشات لازم را تهیه می‌کنند و کارکنان درجه‌دار اطلاعات لازم برای این گزارش‌ها را از اعضای دیگر ستاد و یگان‌ها کسب می‌کنند.
هدف اصلی کارکنان ستاد نظامی، تدارک اطلاعات دقیق و به‌موقع است که این اطلاعات بسته به طبقه‌بندیشان می‌توانند در تصمیم‌گیری فرمانده نقش اصلی را داشته باشند. مسئلهٔ مهم مربوط به تصمیماتی می‌شود که به طور گسترده‌ای بر ادارهٔ منابع یگان تأثیر می‌گذارند. در حالی که جریان داشتن اطلاعات از ستاد به فرمانده در اولویت است، اما اطلاعات مفید یا محتمل‌الوقوع به ستادها و یگان‌های پایین‌تر ارسال می‌شوند.

## تاریخچه
به جرأت می‌توان گفت که تا پیش از آغاز سده ۱۸ میلادی به طور کلی هیچ پشتیبانی سازمانی برای نیازهای ستادی نظیر اطلاعات نظامی، پشتیبانی، طرح‌ریزی یا پرسنلی وجود نداشت. فرماندهان یگان‌ها این گونه نیازها را با استفادهٔ غیررسمی از مرئوسینی انجام می‌دادند که برای این کار آموزش ندیده بودند و در آن پست‌ها منصوب نشده بودند.

### برتیه و ناپلئون
نخستین بار ارتشبد لویی الکساندر برتیه در جریان جنگ‌های انقلابی فرانسه و پس از آن که به ریاست ستاد ارتش فرانسوی ایتالیا رسید از آن به صورت نوین استفاده کرد. او توانست یک تیم پشتیبانی ستادی با سازمان مناسب تشکیل دهد. سال بعد ناپلئون بناپارت فرماندهی کل ارتش را به دست آورد و با تمجید از سیستم ابداعی برتیه، از آن در مرکز فرماندهی خود استفاده کرد. با این حال وی این سیستم را تنها در مرکز فرماندهی شخصی خود به کار برد.

### سیستم پروسی
پروس هم در سال‌های بعد از یک سیستم مشابه استفاده کرد. ارتش پروس در ابتدا تعداد محدودی از افسران فنی متخصص را برای همکاری و پشتیبانی از فرماندهان رزمی اختصاص داد. اصلاحات در سال‌های پیش از ۱۸۰۵ (۱۱۸۳) باعث شده بود که مدیریت اطلاعات نظامی و طرح‌ریزی احتمالی در زمرهٔ وظایف ستادی در آیند. بعدها رسمی در ارتش پروس جا افتاد که طبق آن افسران را به طور مقطعی فرمانده ستاد می‌کردند و سپس به یگان‌ها می‌فرستاند و بعد بار دیگر ایشان را به ستاد بازمی‌گرداند تا در نهایت بتواند بر هر دو جنبهٔ عملیات‌های نظامی تسلط یابند. این رسم امروز هم وجود دارد با این تفاوت که امروزه پرسنل درجه‌دار هم مجبور به این جابجایی هستند.
پس از سال ۱۸۰۶، آکادمی‌های نظامی پروس شروع به آموزش مهارت‌های تخصصی ستادی به افسران میانی کردند. پروس در سال ۱۸۱۴ (۱۱۹۲) به موجب قانون، یک ستاد کل فرماندهی نظامی مرکزی برای کل ارتش و ستادهای جداگانه‌ای برای هر سپاه و لشکر به وجود آورد.
با وجود برخی از مسائل حرفه‌ای و سیاسی در سیستم پروسی، اما ایدهٔ ستاد کل این ارتش تقریباً از سوی تمام ارتش‌های نوین مورد تقلید قرار گرفت.

## سیستم ستادی قاره‌ای
بسیاری از کشورهای عضو ناتو از سیستم ستادی قاره‌ای (که به آن سیستم جامع ستادی هم گفته می‌شود) در سازماندهی وظایف ستادی ارتش‌های خود تقلید کرده‌اند. در این سیستم که بر پایهٔ ارتش بزرگ ناپلئون بنا شده، به هر عضو ستادی در مرکز فرماندهی یا یگان یک حرف الفبا و یک یا چند شماره تخصیص می‌یابد که نشانگر نوع آرایش یگان و وظایف ایشان است.
این عناصر عبارتند از:
- N، برای مرکز فرماندهی نیروی دریایی
- G، برای مرکز فرماندهی نیروی زمینی یا تفنگداران دریایی
- A، برای مرکز فرماندهی نیروی هوایی
- J، برای مرکز فرماندهی مشترک (دریایی، زمینی، هوایی و غیره)
- S، برای وظایف ستادی در قالب مراکز فرماندهی سازمان‌هایی که توسط یک سرهنگ یا پایین‌تر فرماندهی می‌شوند (نظیر تیپ‌ها، هنگ‌ها، گروه‌ها، گردان‌ها و اسکادران‌های لشکری؛ البته این مورد در تمام کشورها وجود ندارد)
- C، برای مراکز فرماندهی مشترک (که فرماندهی چندین نیرو از کشورهای مختلف را بر عهده دارند)

شماره‌گذاری ارکان و اعضای ستاد به صورت قراردادی انجام می‌شود؛ یعنی در این سیستم ۱ «بالاتر» از ۲ نیست:
- ۱، برای امور اداری و پرسنلی
- ۲، برای امور اطلاعاتی و امنیتی
- ۳، برای امور عملیاتی
- ۴، برای امور پشتیبانی
- ۵، برای امور طرح‌ریزی
- ۶، برای امور مخابراتی
- ۷، برای امور آموزشی
- ۸، برای امور دارایی و قراردادها
- ۹، برای امور غیرنظامی

بنابر این یک افسر اداری و پرسنلی از مرکز فرماندهی دریایی دارای نشانهٔ N۱ می‌شود. در واقع در سازمان‌های بزرگ هر کدام از این وظایف ستادی به حمایت افراد ستاد خود نیاز دارد، در نتیجه N۱ هم به افسر و هم به آن مرکز اشاره دارد. سیستم ستادی قاره‌ای را می‌توان به سطح بعد نیز برد: در نتیجه یک J۱۳ یک افسر عملیات در ادارهٔ امور پرسنلی مرکز فرماندهی مشترک است اما ممکن است وظایف وی در این سطح کمی متفاوت باشد. برای نشان دادن افراد در سطوح پایین‌تر از خط فاصله استفاده می‌شود اما این علامت‌ها صرفاً برای تشخیص موقعیت شغلی نظامیان است (G۲۳–۲ می‌تواند نشان‌دهندهٔ افسر بودجه در شعبهٔ عملیات ادارهٔ اطلاعات باشد؛ A۱۱-۱-۱ می‌تواند نشان‌دهندهٔ یک مأمور پذیرش باشد).

### اداری و پرسنلی (۱)
افسر اداری و پرسنلی بر امور اداری و پرسنلی نیروها نظارت می‌کند. این اداره (یا رکن) به عنوان رابطی بین یگان‌های تحت امر و مرکز فرماندهی عمل کرده و امور پرسنل را از پایین به بالا (نظیر درخواست جایزه برای یک سرباز) یا از بالا به پایین (نظیر دریافت دستوراتی از نیرو پیرامون اختصاص یک سرباز خاص به یک یگان جدید خارج از مرکز فرماندهی) انجام می‌دهد. در یگان‌های زمینی به این فرد آجودان می‌گویند.

### اطلاعات / امنیت / عملیات‌های اطلاعاتی (۲)
رکن اطلاعات مسئولیت جمع‌آوری و تحلیل اطلاعات پیرامون دشمن را بر عهده دارد تا بتواند از کارهایی که دشمن می‌خواهد در رابطه با جلوگیری از انجام مأموریت یگان انجام دهد یا در حال انجام آن است باخبر شود. همچنین این رکن نقشه‌ها و اطلاعات جغرافیایی را نیز کنترل و بررسی می‌کند. S۲ در سطح یگان به افسر اطلاعاتی-امنیتی یگان گفته می‌شود و رکن S۲ بر تمام امور اطلاعاتی-امنیتی کارکنان یگان نظارت دارد. عملیات‌های اطلاعاتی (IO) شامل حمله به سامانه‌های فرماندهی و کنترل (C۲) (عملیات اطلاعاتی آفندی) در کنار دفاع از سامانه‌های فرماندهی و کنترل خودی یا دوست در برابر هجوم دشمن (عملیات اطلاعاتی پدافندی) می‌شود. عملیات اطلاعاتی مؤثر جنبه‌های آفندی و پدافندی این عملیات را با هم ترکیب می‌کند تا بتوان به برتری اطلاعاتی دست یافت.

### عملیات‌ها (۳)
اداره عملیات‌ها می‌تواند شامل طرح‌ریزی و آموزش نیز باشد. این رکن به طرح‌ریزی، هماهنگی عملیات‌ها و دیگر مسائل لازم می‌پردازد تا بتواند یگان خود را در انجام مأموریت یاری رساند. در بسیاری از یگان‌ها، رکن عملیات‌ها بزرگترین بخش ستاد است و بیش از همهٔ ارکان به آن اهمیت می‌دهند. تمام جنبه‌های مربوط به حفظ عملیات‌های یگان، طرح‌ریزی عملیات‌های آینده و همچنین طرح‌ریزی و انجام تمامی آموزش‌های یگان در ذیل وظایف این رکن قرار می‌گیرد. رکن عملیات‌ها که به آن رکن آموزش هم می‌گویند مسئول ثبت هفتگی برنامهٔ آموزشی است.

### پشتیبانی (۴)
اداره پشتیبانی مسئول مدیریت امور پشتیبانی و فراهم آوردن تمام نیازهای نیروها نظیر مهمات، سوخت، جیره غذایی، آب، مواد تعمیرات و ترابری است. در سطح گردان این پست به افسری داده می‌شود که نسبت به عملیات‌های پشتیبانی آموزشی دیده‌است. این شغل را عموماً جزو سخت‌ترین شغل‌های ستادی می‌شناسند.

### طرح‌ریزی (۵)
اداره طرح‌ریزی مسئول راهبرد و برنامه‌های طولانی‌مدت نظامی است.

### مخابرات (۶)
اداره مخابرات یا IT (فناوری اطلاعات) مسئول مدیریت تمام امور مخابراتی بوده و در طول عملیات‌ها نقطهٔ اتصال در مورد دستورالعمل‌های مخابراتی است. همچنین این رکن مسئول عیب‌زدایی تجهیزات مخابراتی نیز هست. در سطح یگانی، S۶ مسئول تمام تجهیزات الکترونیکی نظیر رایانه‌ها، نمابرها، دستگاه‌های فتوکپی و تلفن‌ها است.

### عملیات‌های اطلاعاتی (۷)
عملیات‌های اطلاعاتی با دو نوع عملیات نظامی هماهنگ و هم‌زمان مشخص می‌شوند: یکی برای شکل‌دهی محیط عملیاتی برای آینده؛ دیگری برای پشتیبانی مستقیم برای گروه رزمی گردان.

### دارایی (۸)
اداره دارایی که نباید آن را با بخش مدیریت (که از آن مشتق شده) اشتباه گرفت، سیاست مالی عملیات‌ها را تنظیم می‌کند. از لحاظ عملی این دو بخش با هم پیوسته هستند اما زنجیره گزارش‌دهی آن‌ها با هم متفاوت است.

### سیمیک (۹)
این اداره مسئول ارتباطات مردمی است. همکاری‌های ارتش و مردم یا امور غیرنظامی به فعالیت‌هایی گفته می‌شود که موجب تشکیل، حفظ، تأثیر یا بهره‌برداری از روابط بین نیروهای نظامی، دولت، سازمان‌ها و مراجع قدرت مدنی با توده غیرنظامی مردم در فضایی دوستانه، بی‌طرفانه یا حتی فضای مخاصمه‌آمیز عملیات‌ها به منظور تسهیل عملیات‌های نظامی و دسترسی و تحکیم آماج مأموریت می‌شود.